# Улдрикис, Робертс
Ро́бертс У́лдрикис (латыш. Roberts Uldriķis; род. 3 апреля 1998, Рига) — латвийский футболист, нападающий немецкого клуба «Арминия» (Билефельд) и сборной Латвии.

## Клубная карьера
Уроженец Риги, Улдрикис начал футбольную карьеру в молодёжных командах «Албертс» и «Сконто». Перед началом сезона 2015 года стал игроком клуба МЕТТА/ЛУ. 12 апреля 2015 года дебютировал за клуб в матче Высшей лиги Латвии против «Сконто».
В декабре 2016 года перешёл в другой латвийский клуб РФС. 12 марта 2017 года дебютировал за свой новый клуб, выйдя на замену на 73-й минуте матча против «Спартака» из Юрмалы и забил два гола на 78-й и 90-й минутах игры, обеспечивших победу его команде.
В июле 2018 гола перешёл в швейцарский клуб «Сьон». 22 июля 2018 года дебютировал за «Сьон» в матче швейцарской Суперлиги против «Лугано». 12 августа 2018 года открыл счёт своим голам за «Сьон», сделав «дубль» в матче против «Базеля».
31 августа 2021 года перешёл в нидерландский «Камбюр», подписав с клубом двухлетний контракт.
3 июля 2024 года перешёл в греческий клуб «Калитея».

## Карьера в сборной
Улдрикис выступал за сборные Латвии до 17, до 18, до 19 лет и до 21 года.
12 июня 2017 года дебютировал в составе первой сборной Латвии в товарищеском матче против сборной Эстонии. 9 июня 2018 года забил свой первый гол за сборную Латвии в товарищеском матче против сборной Азербайджана.

## Семья
Отец игрока Аскольд Улдрикис спортивный журналист, непосредственно связанный с футболом. Младший брат Нормундс Улдрикис также является профессиональным футболистом.